# Cine Helvético
El Cine Helvético, denominado oficialmente como Centro Regional de Cultura Cine Helvético, es una sala de cine y teatral de Nueva Helvecia, en el departamento de Colonia. Su edificio fue declarado monumento histórico nacional.

## Historia
El Cine Helvético fue inaugurado el 15 de enero de 1915 en épocas de cine silente a iniciativa de los hermanos Mario y Eduardo Nemer.  En el año 1955 fue inaugurado su actual edificio de estilo art déco. El cine  funcionaria de forma ininterrumpida durante casi setenta años, hasta que en 1983 cerró. Diez años más tarde, la Comisión Fomento del jardín de infantes público de la ciudad, buscando recaudar los fondos necesarios para la construcción de su futuro edificio, logró reabrir las instalaciones del cine por tres años; alcanzado el cometido, el cine volvió a cerrar en 1996.
Ante la imposibilidad de sus dueños de vender las instalaciones, el edificio fue a remate. A instancias de la Comisión de Cultura local, preocupada por la eventual desaparición de la única sala de la zona, se generó un movimiento popular para lograr comprar el cine. Es así que en enero de 1998 se firmó el compromiso de compraventa. Durante los meses de enero a abril, con la colaboración de instituciones locales, se reacondicionó la sala.
El 16 de abril de 1998, tras la constitución de una asociación civil para administrar la institución, el cine reabrió; aquella noche se proyectó Titanic, a sala llena. La reapertura conmovió a la sociedad local y trascendió sus límites y los del país.
Hasta 2002 la deuda se renovó en plazo, pero la crisis económica de ese año provocó el incumplimiento de los pagos: el cine volvía a estar en remate. Tras negociaciones con el Ministerio de Transporte y Obras Públicas y la Intendencia, se cancela la deuda en forma total y definitiva.En el año 2005 fue delaclarado Monumento Histórico Nacional. 

## Reacondicionamiento
En el año 2010 mediante el programa  de «Fondos para el Desarrollo de Infraestructuras Culturales en el Interior del País» se logró el reacondicionamiento de la sala, en el que destaca la mejora en la calidad del sonido.
A mediados de 2015, el cine logró adquirir un nuevo sistema de proyección: el viejo proyector Philips FP5 modificado, con el cual se habían proyectado películas hasta principios del año anterior, se sustituyó por uno digital de última generación, un Barco DP 2000 con tecnología DLP que permite proyectar en 3D, lo que colocó al cine al nivel de las mejores salas del país.